# حوزه انتخابیه کاشمر، بردسکن، خلیل‌آباد و کوهسرخ
حوزهٔ انتخابیه کاشمر، بردسکن، خلیل‌آباد و کوهسرخ به‌طور خلاصه حوزهٔ انتخابیه ترشیز مربوط به انتخابات مجلس کشور ایران، در جنوب‌غربی استان خراسان رضوی واقع است و یک کرسی به مرکزیت شهر کاشمر در مجلس شورای اسلامی دارد. شمار رأی‌مندان حوزه هنگام انتخابات مجلس شورای اسلامی (۱۴۰۳–۱۴۰۲) برابر با ۱۳۳٬۹۲۱ نفر بود که جواد نیک‌بین با ۴۳٬۵۲۳ رأی که اصول‌گرا است؛ بیشترین آرای این حوزه را کسب کرد و برای دومین بار متوالی نماینده این حوزه انتخابیه در مجلس شورای اسلامی شد.

## نمایندگان

### مجلس شورای ملی
| دوره         | نام نماینده                                | تصویر          | تعداد آراء       | درصد         | منبع          |
| ------------ | ------------------------------------------ | -------------- | ---------------- | ------------ | ------------- |
| نخست         | سید هاشم احتشام‌الاولیا                     | بارگذاری تصویر | نامشخص           | نامشخص       | [ ۶ ]         |
| دوم          | بدون نماینده                               | بدون نماینده   | بدون نماینده     | بدون نماینده | بدون نماینده  |
| سوم          | حبیب‌الله ترشیزی                            | بارگذاری تصویر | نامشخص           | نامشخص       | [ ۷ ]         |
| چهارم        | مقبل‌السلطنه خراسانی                        | بارگذاری تصویر | نامشخص           | نامشخص       | [ ۸ ]         |
| پنجم         | محمدتقی بهار                               |                | نامشخص           | نامشخص       | [ ۹ ]         |
| ششم          | اسد آقا زوار تبریزی                        | بارگذاری تصویر | نامشخص           | نامشخص       | [ ۱۰ ] [ ۱۱ ] |
| هفتم         | اسد آقا زوار تبریزی                        | بارگذاری تصویر | ۷٬۳۶۳ از ۱۱٬۳۲۷  | ۶۵٪          | [ ۱۰ ] [ ۱۲ ] |
| هشتم         | میرزا فرج‌الله ضیاءالاطبا                   | بارگذاری تصویر | نامشخص           | نامشخص       | [ ۱۳ ]        |
| نهم          | علی اقبال                                  | بارگذاری تصویر | ۹٬۳۳۷ از ۱۱٬۰۵۱  | ۸۴٪          | [ ۱۴ ] [ ۱۵ ] |
| دهم          | اسد آقا زوار تبریزی                        | بارگذاری تصویر | ۱۰٬۹۰۱ از ۱۲٬۰۰۰ | ۹۱٪          | [ ۱۰ ] [ ۱۶ ] |
| یازدهم       | اسد آقا زوار تبریزی                        | بارگذاری تصویر | ۱۰٬۵۰۹ از ۱۲٬۰۰۰ | ۸۸٪          | [ ۱۰ ] [ ۱۷ ] |
| دوازدهم      | محمدابراهیم امیرتیمور کلالی                |                | ۱۰٬۹۵۰ از ۱۲٬۰۰۰ | ۹۱٪          | [ ۱۸ ] [ ۱۹ ] |
| سیزدهم       | محمدابراهیم امیرتیمور کلالی                |                | ۱۱٬۰۷۰ از ۱۲٬۱۰۰ | ۹۱٪          | [ ۱۸ ] [ ۲۰ ] |
| چهاردهم      | منوچهر تیمورتاش                            | بارگذاری تصویر | نامشخص           | نامشخص       | [ ۲۱ ]        |
| پانزدهم      | علی اقبال                                  | بارگذاری تصویر | ۹٬۰۵۱ از ۱۲٬۰۹۳  | ۷۵٪          | [ ۱۴ ] [ ۲۲ ] |
| شانزدهم      | عبدالوهاب اقبال                            | بارگذاری تصویر | ۹٬۶۳۹ از ۱۲٬۰۰۰  | ۸۰٪          | [ ۲۳ ] [ ۲۴ ] |
| هفدهم        | مهدی شوکتی                                 | بارگذاری تصویر | نامشخص           | نامشخص       | [ ۲۵ ]        |
| هجدهم        | منوچهر تیمورتاش                            | بارگذاری تصویر | ۱۰٬۶۳۳ از ۱۱٬۱۸۷ | ۹۵٪          | [ ۲۶ ] [ ۲۷ ] |
| نوزدهم       | منوچهر تیمورتاش                            | بارگذاری تصویر | ۱۱٬۵۷۹ از ۱۲٬۸۴۴ | ۹۰٪          | [ ۲۶ ] [ ۲۸ ] |
| بیستم        | منوچهر اقبال (استعفا در تاریخ ۵ بهمن ۱۳۳۹) |                | ۵٬۷۸۰ از ۱۱٬۳۹۶  | ۵۱٪          | [ ۲۹ ] [ ۳۰ ] |
| بیستم        | ابوالقاسم تفضلی                            | بارگذاری تصویر | ۴٬۱۸۴ از ۱۱٬۳۹۶  | ۳۷٪          | [ ۲۹ ] [ ۳۰ ] |
| بیست و یکم   | فضل‌الله جلالی                              | بارگذاری تصویر | ۱۲٬۷۴۷ از ۱۳٬۴۹۲ | ۹۴٪          | [ ۳۱ ] [ ۳۲ ] |
| بیست و دوم   | فضل‌الله جلالی                              | بارگذاری تصویر | نامشخص           | نامشخص       | [ ۳۱ ]        |
| بیست و سوم   | فضل‌الله جلالی                              | بارگذاری تصویر | نامشخص           | نامشخص       | [ ۳۱ ]        |
| بیست و چهارم | محمدصادق فرمان                             |                | ۱۳٬۱۲۳ از ۲۰٬۹۴۶ | ۶۳٪          | [ ۳۳ ] [ ۳۴ ] |

### مجلس شورای اسلامی
| دوره    | نام نماینده     | تأیید اعتبارنامه | تصویر          | جناح     | تعداد آراء        | درصد   | منبع          |
| ------- | --------------- | ---------------- | -------------- | -------- | ----------------- | ------ | ------------- |
| نخست    | رامپور صدر نبوی | Х                | بارگذاری تصویر | نامشخص   | نامشخص            | نامشخص | [ ۳۵ ]        |
| نخست    | حسن حسن‌زاده     | ✓                | بارگذاری تصویر | اصلاح‌طلب | ۲۹٬۸۵۸ از ۳۱٬۳۷۷  | ۹۵٪    | [ ۳۶ ] [ ۳۷ ] |
| دوم     | محمدعلی عربی    | ✓                | بارگذاری تصویر | اصلاح‌طلب | ۳۵٬۴۶۸ از ۶۲٬۴۹۸  | ۵۷٪    | [ ۳۸ ] [ ۳۷ ] |
| سوم     | احمد بلوکیان    | ✓                | بارگذاری تصویر | اصول‌گرا  | ۴۰٬۰۳۱ از ۷۱٬۷۷۲  | ۵۶٪    | [ ۳۹ ] [ ۳۷ ] |
| چهارم   | محمدرضا خباز    | ✓                |                | اصلاح‌طلب | ۵۹٬۱۵۵ از ۱۰۰٬۶۳۵ | ۵۹٪    | [ ۴۰ ] [ ۳۷ ] |
| پنجم    | محمدرضا خباز    | ✓                |                | اصلاح‌طلب | ۶۳٬۲۹۵ از ۱۳۰٬۳۶۲ | ۴۹٪    | [ ۴۰ ] [ ۳۷ ] |
| ششم     | محمدرضا خباز    | ✓                |                | اصلاح‌طلب | ۵۷٬۹۹۰ از ۱۲۹٬۴۴۸ | ۴۵٪    | [ ۴۰ ] [ ۳۷ ] |
| هفتم    | احمد بلوکیان    | ✓                | بارگذاری تصویر | اصول‌گرا  | ۶۹٬۰۳۶ از ۱۲۶٬۹۸۸ | ۵۴٪    | [ ۳۹ ] [ ۳۷ ] |
| هشتم    | محمدرضا خباز    | ✓                |                | اصلاح‌طلب | ۷۰٬۹۶۱ از ۱۳۴٬۷۵۶ | ۵۳٪    | [ ۴۰ ] [ ۳۷ ] |
| نهم     | محمد اسماعیل‌نیا | ✓                |                | اصول‌گرا  | ۶۱٬۵۰۶ از ۱۴۹٬۱۸۳ | ۴۱٪    | [ ۴۱ ] [ ۳۷ ] |
| دهم     | بهروز بنیادی    | ✓                |                | اصلاح‌طلب | ۴۸٬۶۶۰ از ۱۶۲٬۲۱۵ | ۳۰٪    | [ ۴۲ ] [ ۴۳ ] |
| یازدهم  | جواد نیک‌بین     | ✓                |                | اصول‌گرا  | ۲۹٬۴۸۷ از ۱۲۶٬۶۹۶ | ۲۳٪    | [ ۴۴ ] [ ۴۵ ] |
| دوازدهم | جواد نیک‌بین     | ✓                |                | اصول‌گرا  | ۴۳٬۵۲۳ از ۱۳۳٬۹۲۱ | ۳۲٪    | [ ۵ ]         |